# Мнасей (географ)
Мнасей (др.-греч. Μνασέας; конец III века до н. э., Патры, Ахайя или Патара, Ликия — начало II века до н. э.) — древнегреческий географ и мифограф, ученик Эратосфена. В ряде случаев упоминается как Мнасей Патрский или Мнасей Патарский, по месту рождения.

## Биография
Мнасей родился, по разным данным, в Патрах в Ахайе или в Патаре в Ликии (исследователи считают более правдоподобной вторую версию из-за упоминания в Оксиринхских папирусах), большую часть жизни провёл в Александрии Египетской. В энциклопедии «Суда» он упоминается как ученик Эратосфена, что позволяет приблизительно датировать время его жизни рубежом III и II веков до н. э. Мнасей написал географический труд «Очертания Земли», состоявший из как минимум восьми книг и сохранившийся только фрагментарно. Он рассказывает в этом произведении об отдельных странах античного Средиземноморья, излагая мифы, которые трактует в эвгемеристическом ключе в соответствии с особенностями своей эпохи, и уделяя большое внимание генеалогии; его источниками были труды Ферекида, Ксанфа Лидийского, Марсия и других античных авторов предшествующих эпох.
Перу Мнасея принадлежит ещё одно литературное произведение, «О предсказаниях». Известно, что писатель выдвинул ряд обвинений против евреев — в частности, заявил, что этот народ обожествляет ослов и поклоняется золотой ослиной голове. Этот тезис, появившийся, по-видимому, из-за того, что Мнасей спутал евреев с египтянами, повторяется у ряда более поздних авторов и играет важную роль в истории античного антисемитизма. Сообщение Мнасея может считаться одним из ранних проявлений антипатии к евреям в древнегреческом обществе, традиционно филосемитском.